# Jacob van den Eynde
Jacob van den Eynde (omstr. 1515 – Vilvoorde, 8 maart 1569) was een Nederlands staatsman.
Jacob van den Eynde was eerst Raad en pensionaris van Delft. In 1560 werd hij landsadvocaat (raadpensionaris) van Holland. In 1568 werd hij beschuldigd van ketterij en op last van Maximiliaan van Hénin-Liétard, graaf van Bossu, de stadhouder van Holland en Utrecht, gevangengezet. Hij werd naar Brussel overgebracht en opgesloten in de gevangenis in afwachting van zijn proces. Naargelang de bron overleed hij in de Treurenbergpoort, het Kasteel van Vilvoorde of de Koudenbergpoort nog voordat het proces begon. Anderhalf jaar na zijn dood werd hij door de Raad van Beroerten onschuldig bevonden en werden zijn geconfisqueerde goederen aan zijn familie teruggegeven.
Als landsadvocaat werd Jacob van den Eynde opgevolgd door Paulus Buys.

## Wapen
In zilver drie rode wassenaars; de eerste bedekt door een vrijkwartier van goud, beladen met drie palen van blauw. Zijn zoon Jacob van den Eynde (1544-1628) kreeg als wapen: In blauw drie eendjes van zilver.